# Lista över Haitis premiärministrar
Premiärministern på Haiti utses av Haitis president och utser ministrarna.

## Premiärministrar på Haiti (1988–)
- Martial Célestin (9 februari 1988 – 20 juni 1988)
- Posten avskaffad (20 juni 1988 – 13 februari 1991)
- René Garcia Préval (13 februari 1991 – 11 oktober 1991)
- Jean-Jacques Honorat (interim) (11 oktober 1991 – 19 juni 1992)
- Marc Louis Bazin (19 juni 1992 – 30 augusti 1993)
- Robert Malval (30 augusti 1993 – 8 november 1994)
- Smarck Michel (8 november 1994 – 7 november 1995)
- Claudette Werleigh (7 november 1995 – 27 februari 1996)
- Rosny Smarth (27 februari 1996 – 20 oktober 1997)
- Obesatt (21 oktober 1997 – 26 mars 1999)
- Jacques-Édouard Alexis (första gången) (26 mars 1999 – 2 mars 2001)
- Jean Marie Chérestal (2 mars 2001 – 15 mars 2002)
- Yvon Neptune (15 mars 2002 – 12 mars 2004)
- Gérard Latortue (12 mars 2004 – 9 juni 2006)
- Henri Bazin (ställföreträdande för Latortue) (23 maj 2006 – 9 juni 2006)
- Jacques-Édouard Alexis (andra gången) (9 juni 2006 – 5 september 2008)
- Michèle Pierre-Louis (5 september 2008 – 11 november 2009)
- Jean-Max Bellerive (11 november 2009 – 18 oktober 2011)
- Garry Conille (18 oktober 2011 – 16 maj 2012)
- Laurent Lamothe (16 maj 2012 – 20 december 2014)
- Florence Duperval Guillaume (tillförordnad) (20 december 2014 – 16 januari 2015)
- Evans Paul (16 januari 2015 – 26 februari 2016)
- Fritz Jean (tillförordnad) (26 februari 2016 – 25 mars 2016)
- Enex Jean-Charles (25 mars 2016 – 21 mars 2017)
- Jack Guy Lafontant (21 mars 2017 – 17 september 2018)
- Jean Henry Céant (17 september 2018 – 21 mars 2019)
- Jean-Michel Lapin (tillförordnad) (21 mars 2019 – 4 mars 2020)
- Joseph Joute (tillförordnad) (4 mars 2020 – 13 april 2021)
- Claude Joseph (tillförordnad) (14 april 2021 – 20 juli 2021)
- Ariel Henry (tillförordnad) (20 juli 2021 – 24 april 2024)
- Michel Patrick Boisvert (tillförordnad) (25 februari 2024 – 3 juni 2024)
- Garry Conille (tillförordnad) (3. Juni 2024 – 10 november)
- Alix Didier Fils-Aimé (tillförordnad) (10 november 2024 –)